# LU (biscuiterie)
Pour les articles homonymes, voir LU.

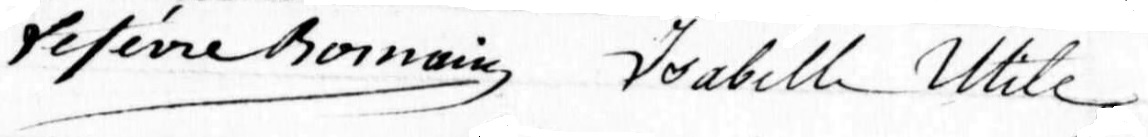
Signatures des époux Lefèvre - Utile au bas de leur acte de mariage (1850).

LU, anciennement Lefèvre-Utile, est une entreprise d'origine française de biscuits fondée en 1846 à Nantes (Loire-Atlantique), appartenant au groupe américain Mondelez International, anciennement Kraft Foods,. Opérant toujours sous la marque commerciale « LU », l'entreprise LU France s'est renommée Mondelez France en 2013. 
Le Petit Beurre est le produit phare de la marque LU, aux côtés du Boudoir, Champagne, Petit Four, Prince de LU, Pim's, Paille d'or, Granola, Mikado, Barquette, Napolitain, , etc.
LU, sous l'ère Danone ou Mondelez, est le n°1 des biscuitiers français, et leader européen sur les biscuits secs, sucrés et salés, ainsi que leader mondial depuis son intégration à Mondelez International, anciennement Kraft Foods.

## Histoire
L'entreprise Lefèvre-Utile a été créée en 1846 par Jean-Romain Lefèvre, originaire de Varennes-en-Argonne dans la Meuse et frère cadet des fondateurs des biscuiteries Lefèvre-Denise à Nancy et Lefèvre-George à Sedan. Elle a pris son nom complet après le mariage en 1850 de Jean-Romain Lefèvre avec Pauline Isabelle Utile. C'est au départ une pâtisserie artisanale installée 5 rue Boileau, fabriquant des biscuits « façon de Reims ».
En 1882, le fils, Louis Lefèvre-Utile, rachète la société de ses parents et décide d'industrialiser la production. Il s'installe sur les quais, au bord de la Loire.
En 1886, il crée le célèbre Petit Beurre, qui devient le produit de référence, et en 1887, il fonde la société Lu avec son beau-frère Ernest Lefèvre.
Dans les années 1930, son fils, Michel Lefèvre-Utile, met en place un réseau de représentants exclusifs.
Le fils de Michel, Patrick Lefèvre-Utile, lance dans les années 1950 les lignes de fabrication en continu des différents biscuits, et crée le logo Lu identifiant la marque. À partir de 1968, Patrick Lefèvre-Utile adopte une politique d'alliances, notamment avec Brun, pour continuer à se développer, notamment à l'international. Ce groupement d'entreprises est plusieurs fois racheté, par Générale Biscuit puis par BSN qui devient Danone. En 2007, le groupe américain Kraft Foods rachète LU au groupe Danone.
Depuis 2012, à la suite d'une scission du groupe Kraft Foods, la marque Lu est la propriété de la multinationale américaine Mondelez International.
Louis Lefèvre-Utile et ses successeurs ont également prêté beaucoup d'attention à la publicité, faisant appel aux meilleurs artistes pour les affiches et le conditionnement, puis les campagnes publicitaires. Le logo Lu s'est imposé pendant les Trente Glorieuses tout en s'adaptant légèrement au fil des décennies.
L'entreprise Lu et ses bâtiments sont devenus emblématiques de la ville de Nantes. À partir de 1899, un ensemble architectural original a été constitué, améliorant les conditions de travail, même s'il s'est aujourd'hui rétracté avec l'automatisation et la réduction des effectifs. Une partie des anciens locaux a été transformée en centre culturel, Le Lieu unique.

### La naissance de la maison Lu

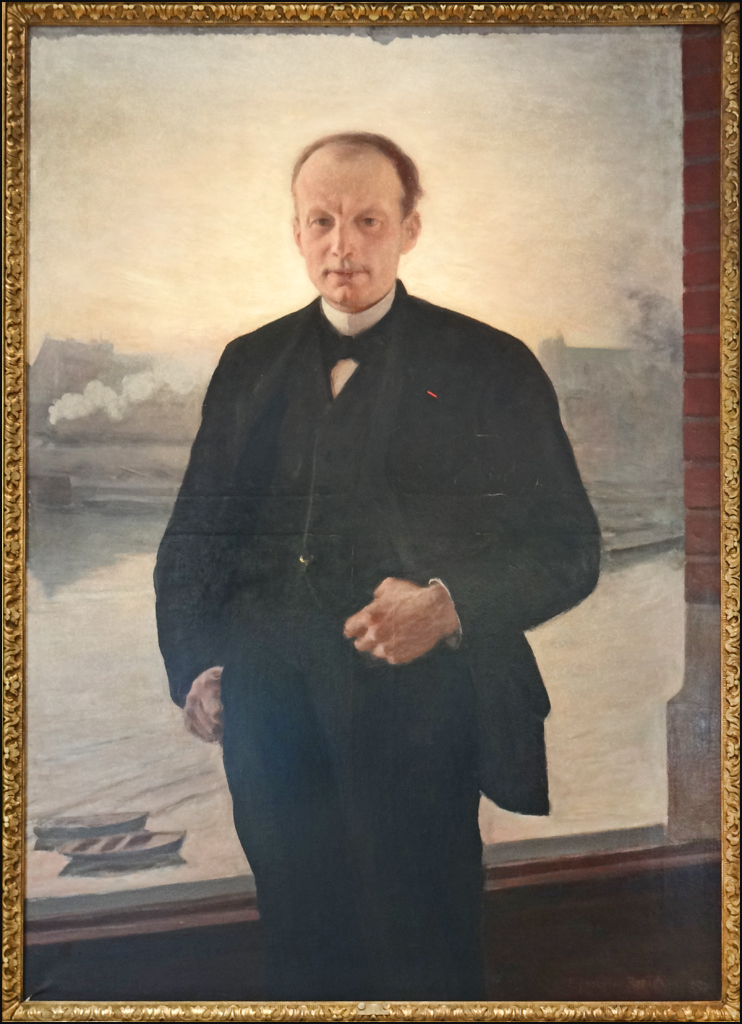
Portrait de Louis Lefèvre-Utile (1858-1940), fils de Jean-Romain Lefèvre et Pauline-Isabelle Utile.

Nantes, par l'importance de son port, accueille depuis longtemps des biscuiteries artisanales puis industrielles de galettes destinées aux marins. C’est en 1846 que Jean-Romain Lefèvre (né le 7 avril 1819 à Varennes-en-Argonne) s’installe à Nantes pour y reprendre une pâtisserie au no 5 rue Boileau dans un immeuble appartenant à l'armateur Thomas Dobrée. Sur le conseil de son épouse Pauline-Isabelle Utile, originaire de Marle dans l'Aisne, il nomme le commerce « Fabrique de biscuits de Reims et de bonbons secs » (il s'agissait probablement de bergamote de Nancy) où il vend ses propres productions et le fameux biscuit anglais Huntley & Palmers. Les pratiques du jeune pâtissier, alors âgé de 27 ans, et de son épouse, sont différentes. Il vend les biscuits variés sortis du four situé dans la cour. Antoine Lefèvre, le frère de Jean-Romain, s'est installé dès 1840 à Nancy pour y fonder une biscuiterie-confiserie dénommée « Lefèvre-Denise », qui est toujours en activité sous le nom « Lefèvre-Lemoine ». Au retour de son service militaire, Jean-Romain s'est formé au métier de biscuitier à Nancy auprès de son frère Antoine, et notamment à la fabrication des macarons, une spécialité de la ville de Nancy. Les recettes proviennent de l'est et bousculent les habitudes des Nantais qui consomment des biscuits anglais ou de mer. La fabrication de biscuits de luxe fait sa renommée. La maison LU est née. Elle construit son succès sur la qualité de ses produits, mais aussi sur la constance de sa production.

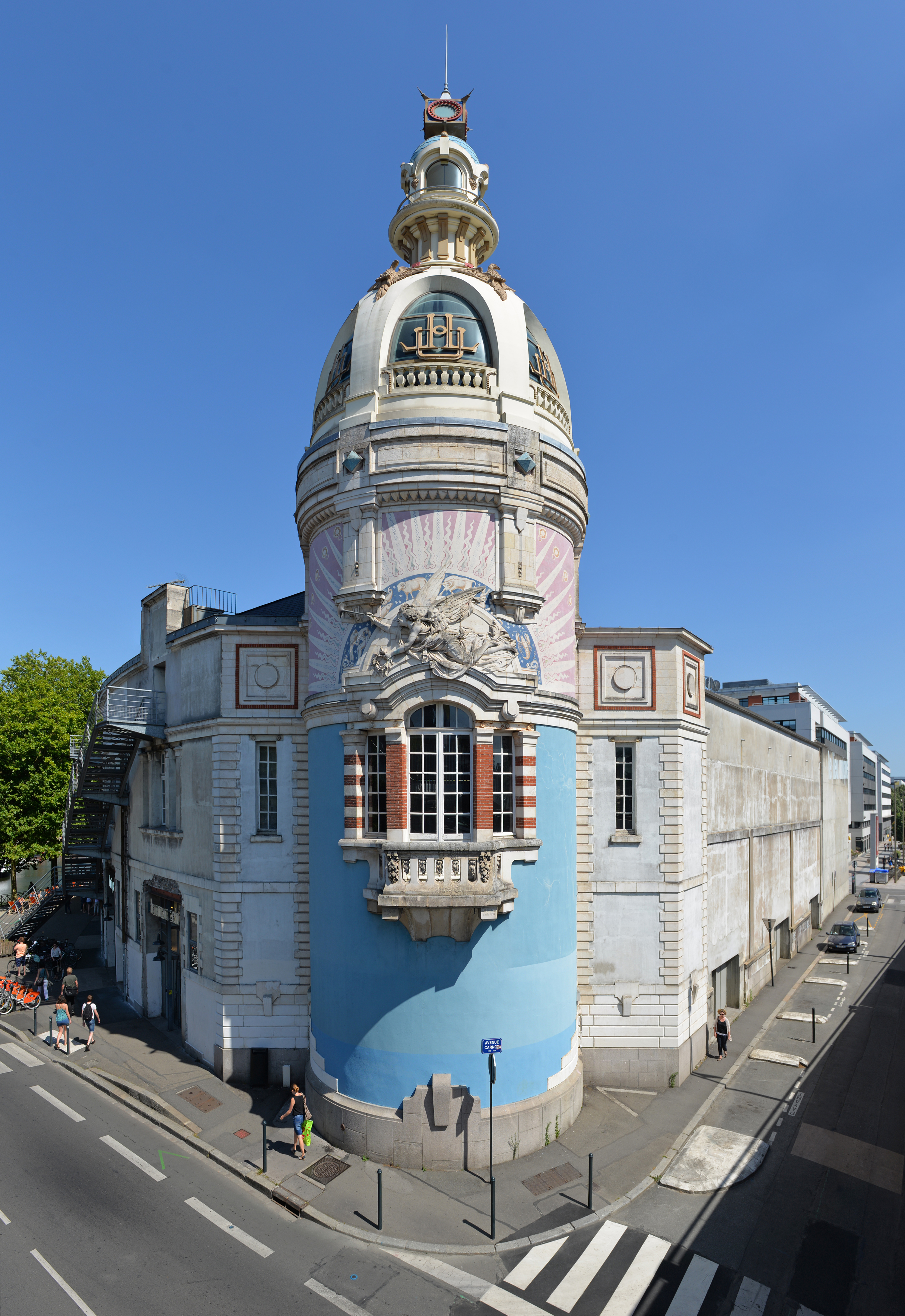
L'une des deux tours de l'usine historique de Lu dont la restauration s'est achevée en 1998 pour coiffer ce qui est désormais Le Lieu unique.

Les locaux devenant trop exigus, ils agrandissent en achetant grâce aux fonds de la famille une annexe de la boutique au no 7 de la rue Boileau en 1854. La boutique est appréciée pour la vente de ses produits de qualité, mais aussi pour son architecture. Elle est vaste (150 m2) et haute, possède de belles moulures et des lustres, mais aussi des boiseries murales conférant à l'ensemble un caractère haut de gamme et raffiné. Les produits vendus sont les Biscuits de Reims, les boudoirs, les Biscuits vanille, les biscuits champagne, les langues de chat, les macarons, les massepains et les Petits-Fours aux amandes. Ils sont disposés dans des coupes de cristal à pieds et plusieurs présentoirs proposent les biscuits destinés à la décoration. Des serveuses assurent l'accueil des clients qui choisissent les produits qu'ils désirent, lesquels sont récupérés par ces dernières grâce à des pinces, fait rare à l'époque, et placés dans un emballage les mettant en valeur. L'entreprise emploie quatorze ouvriers en 1880. En 1882, leur troisième fils Louis, après avoir fait ses études dans l'établissement qui deviendra le lycée Clemenceau et effectué un voyage en Angleterre afin de se documenter sur les biscuits anglais et leur méthode de fabrication, reprend l'affaire familiale à l'âge de 24 ans après le décès de son père, à la suite de problèmes de santé (son épouse, elle, survivra jusqu'en 1922) et installe une première usine sur l'île Gloriette, quai Baco, dans l'ancienne filature « Bureau ». La même année, tous les efforts de l'entreprise familiale sont récompensés par la médaille d'or à l'exposition de Nantes.
Des boîtes en carton permettent par la suite d'emporter ses produits afin de les offrir. Lefèvre-Utile invente plusieurs types de boîtes habillées de scènes champêtres ou enfantines en couleurs. Les biscuits sont alors offerts lors des repas dominicaux ou pour de grandes occasions. Les biscuits LU deviennent des produits de choix.

### L'usine Lu et la mécanisation

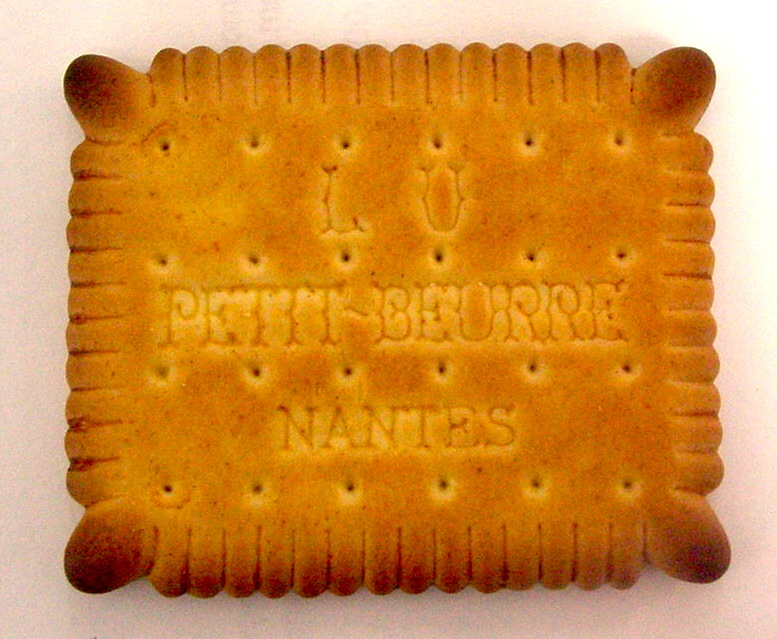
La naissance du Petit-Beurre Lu en 1886.

Avec l'arrivée de Louis Lefèvre-Utile à la tête de la maison Lu, celle-ci prend de l’ampleur et commence sa mécanisation. Louis va devenir un génie créateur à l'origine de la marque LU avec son beau-frère Ernest Lefièvre. Quelques années plus tard, en 1885, il fait construire, quai Baco, une manufacture de biscuits de 2 000 m2 de haute technologie à la place des bâtiments de l'ancienne filature. Il y installe des fours et une machine à vapeur. Cent trente ouvriers y travailleront pour assurer une production de trois tonnes de biscuits par jour. Plus du tiers de la production est alors assuré par le célèbre Petit Beurre né en 1886.
Il invente un produit original inspiré des biscuits d'Angleterre où il a fait de nombreux voyages. Ce biscuit carré aux bords découpés en festons est fabriqué à la chaîne grâce à une empreinte que Louis crée à l'aide d'une société anglaise T & T Vicars. Cette empreinte qui représente un calendrier (52 dents pour les 52 semaines, 4 gros coins pour les 4 saisons, 24 trous pour les 24 heures, 7 cm pour les 7 jours de la semaine) est retrouvée dans les archives de cette société en 1946. Dès sa sortie, le produit est apprécié par les clients et par les critiques. La forme du biscuit et sa marque « Petit-Beurre-LU-Nantes » sont déposées au tribunal de commerce de Nantes le 9 avril 1888.
Le 1er février 1887, Louis Lefèvre-Utile et son beau-frère, Ernest Lefièvre, s'associent pour créer la société LU. Cette société familiale passe alors de l'artisanat à l'entreprise moderne. Ernest Lefièvre s'occupe de la direction commerciale de la maison tandis que Louis Lefèvre-Utile s'occupe de la production. Ernest déploie un dépôt à Paris, 5 rue du Renard, assurant ainsi un réseau commercial dynamique et fiable dans la capitale.
Mais le 4 mai 1888, l'usine est ravagée par les flammes déclenchées près des fours. Quinze jours après le drame, la production reprend et l'usine est reconstruite avec les dernières technologies. Lefèvre impose notamment l'utilisation de matériaux ininflammables comme l'acier.

### La prospérité de l'entreprise

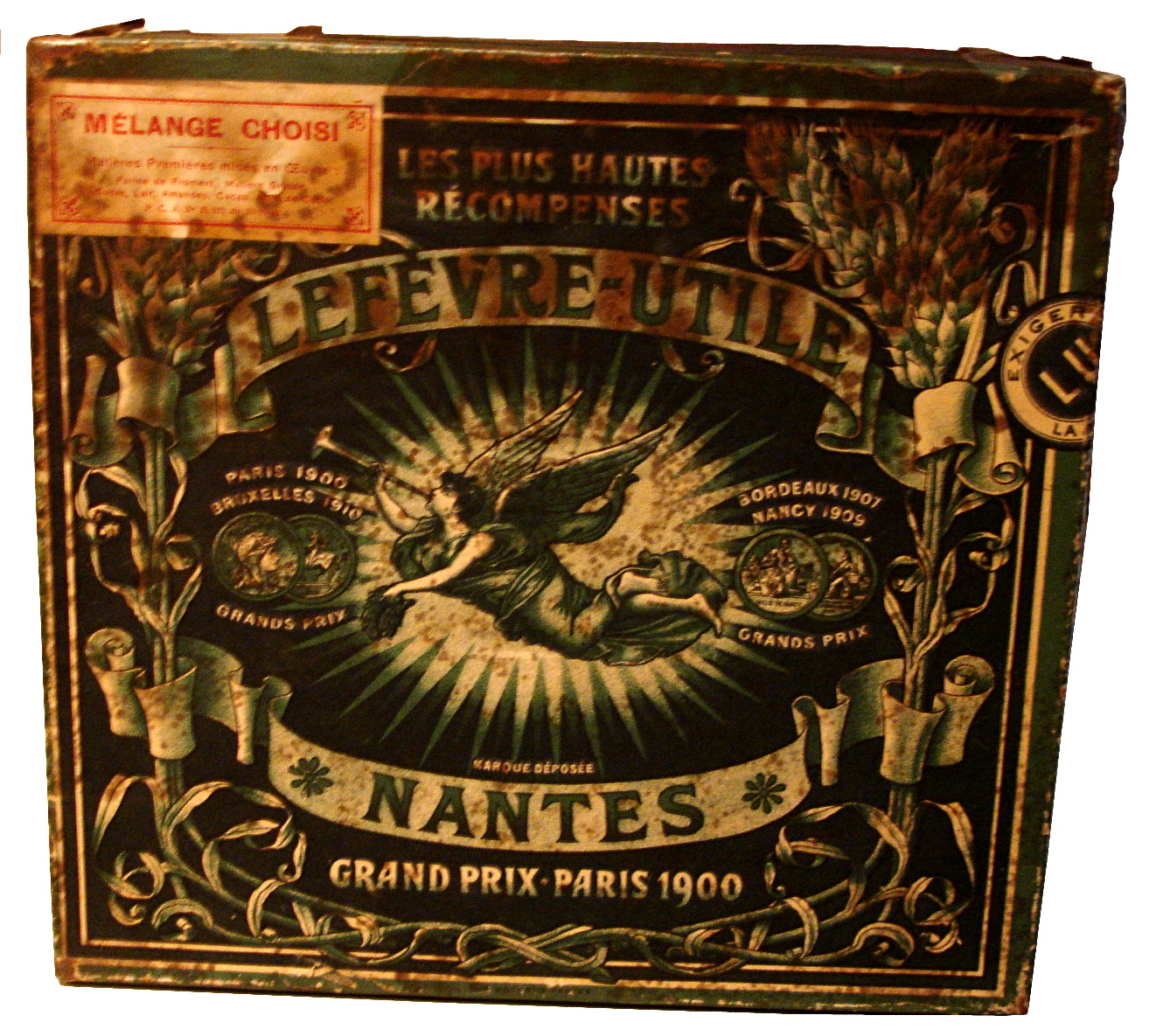
Boîte en fer blanc contenant des biscuits Lu de 1910.

En 1897, très attachés à la publicité, Louis et Ernest font appel aux plus grands peintres pour illustrer leurs affiches. Firmin Bouisset réalise le Petit écolier. La fin du siècle est marquée par la création de nombreux nouveaux produits. La gamme s'enrichit en fonction de l'actualité. Ils comprirent que la création était signe de succès. Ainsi, ils créèrent des biscuits pour les grands événements comme la visite d'un chef d'État étranger en France. « Neva, biscuit russe » est créé pour la visite du tsar Alexandre III à Paris en 1892. De même, la « gaufrette Iceberg » célèbre la seconde expédition en Antarctique de l'océanographe Jean-Baptiste Charcot en 1908. Enfin, une série de vignettes « Aviation » rend hommage à la traversée de la Manche par Louis Blériot en 1909.
C'est aussi l'époque où l'entreprise abandonne la vente en vrac et commence le conditionnement de ses produits dans des boîtes en fer blanc. Ce type d'emballage a l'avantage d'assurer une plus longue conservation et offre un support idéal pour la réclame.
À la fin du XIXe siècle, l’usine, agrandie grâce à de nouveaux bâtiments et forte d’une mécanisation très poussée, produira près de 200 tonnes de biscuits supplémentaires. En 1890, la conserverie de la famille Saupiquet voisine des usines Lu ferme ses portes. Elle est rachetée par Louis pour y installer ses écuries. De même, la fabrique de briquettes de charbon de la compagnie de Blanzy considérée trop polluante offre à l'entreprise LU de nouveaux bâtiments et de nouveaux espaces pour agrandir l'usine. En 1897, l'entreprise occupe deux hectares avec 38 fours dont 22 grands fours continus à trois lignes.

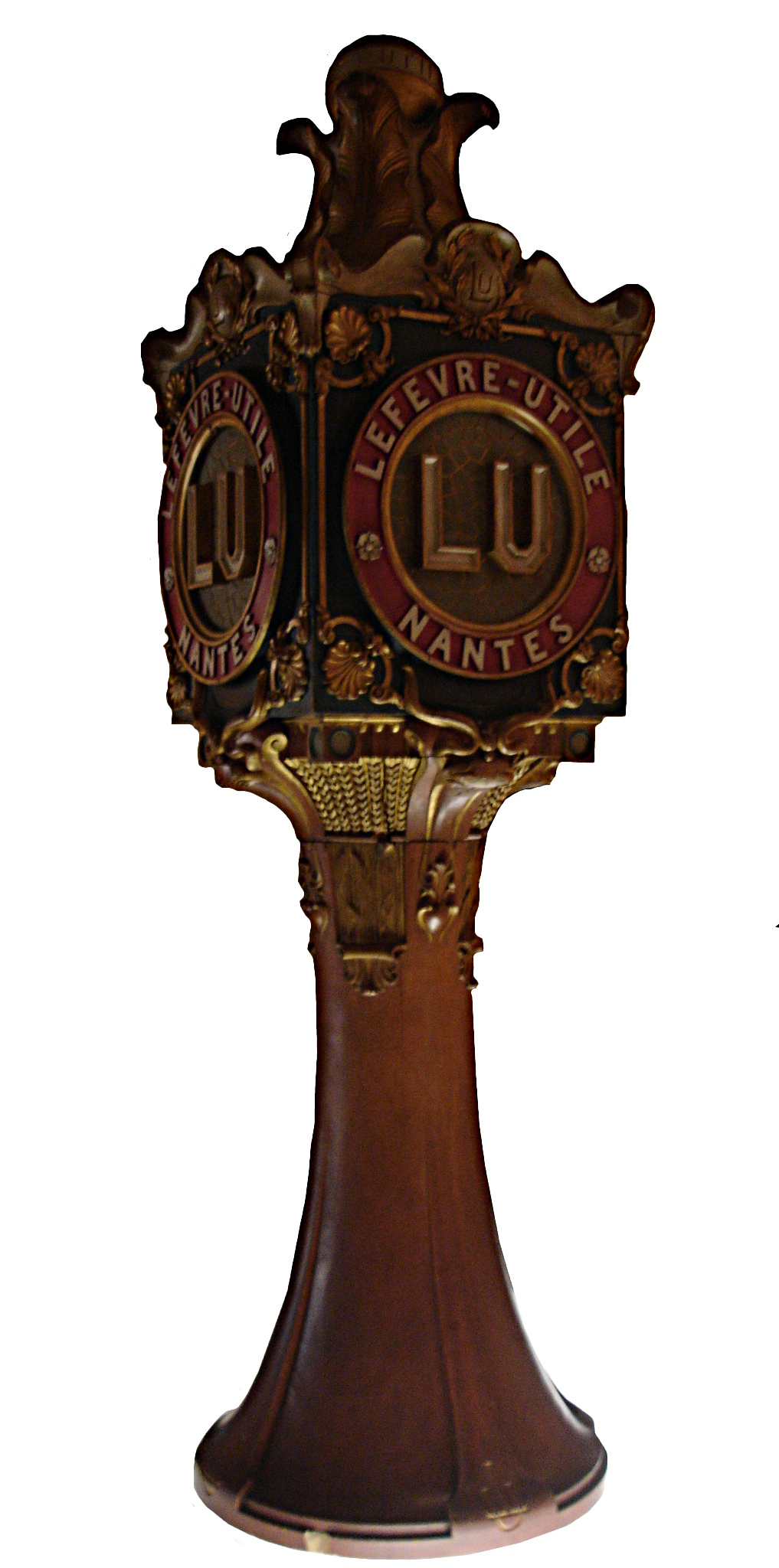
Réplique du phare Lu de l'exposition universelle de 1900.

Lors de l'exposition universelle de 1900 à Paris, un pavillon est installé en partie sur la Seine par l'architecte Auguste Bluysen. Il fait construire à un angle une tour en forme de phare de 36 mètres de haut. Le haut du phare est constitué d'une boîte de la marque LU en circulation à l'époque. Le phare s'illumine chaque nuit avec le monogramme Lu illuminé et visible depuis l'ensemble de l'exposition. La maison Lu reçoit l'unique grand prix décerné à la biscuiterie française, ce qui contribuera à sa renommée nationale et internationale.
En 1905, c'est en pleine phase ascendante de l’économie nationale que naît Paille d’Or parmi les deux cents variétés de biscuits déjà fabriquées. C'est Louis qui conçoit la recette et donne la forme d'une botte de paille au biscuit. Il y incorpore du jus de framboise qu'il extrait des productions locales. Il fabrique également la machine qui produit le biscuit alors que ce marché est dominé par les fabricants anglais.
De 1904 à 1909, l'usine est en travaux afin de mettre en valeur le quartier et d'harmoniser les différents bâtiments de l'usine. La construction des deux tours, nées sous le crayon de l'architecte parisien Auguste Bluysen, remonte à cette époque : la biscuiterie Lu sera la plus belle usine de Nantes. Lu est alors une fabrique prospère de biscuits, qui se développe dans la ville aux côtés de sa rivale, la Biscuiterie nantaise (BN). En 1913, l'usine fabrique 6 000 tonnes par an, soit 20 tonnes par jour et emploie 1 200 salariés.

### Un ralentissement durant la Première Guerre mondiale

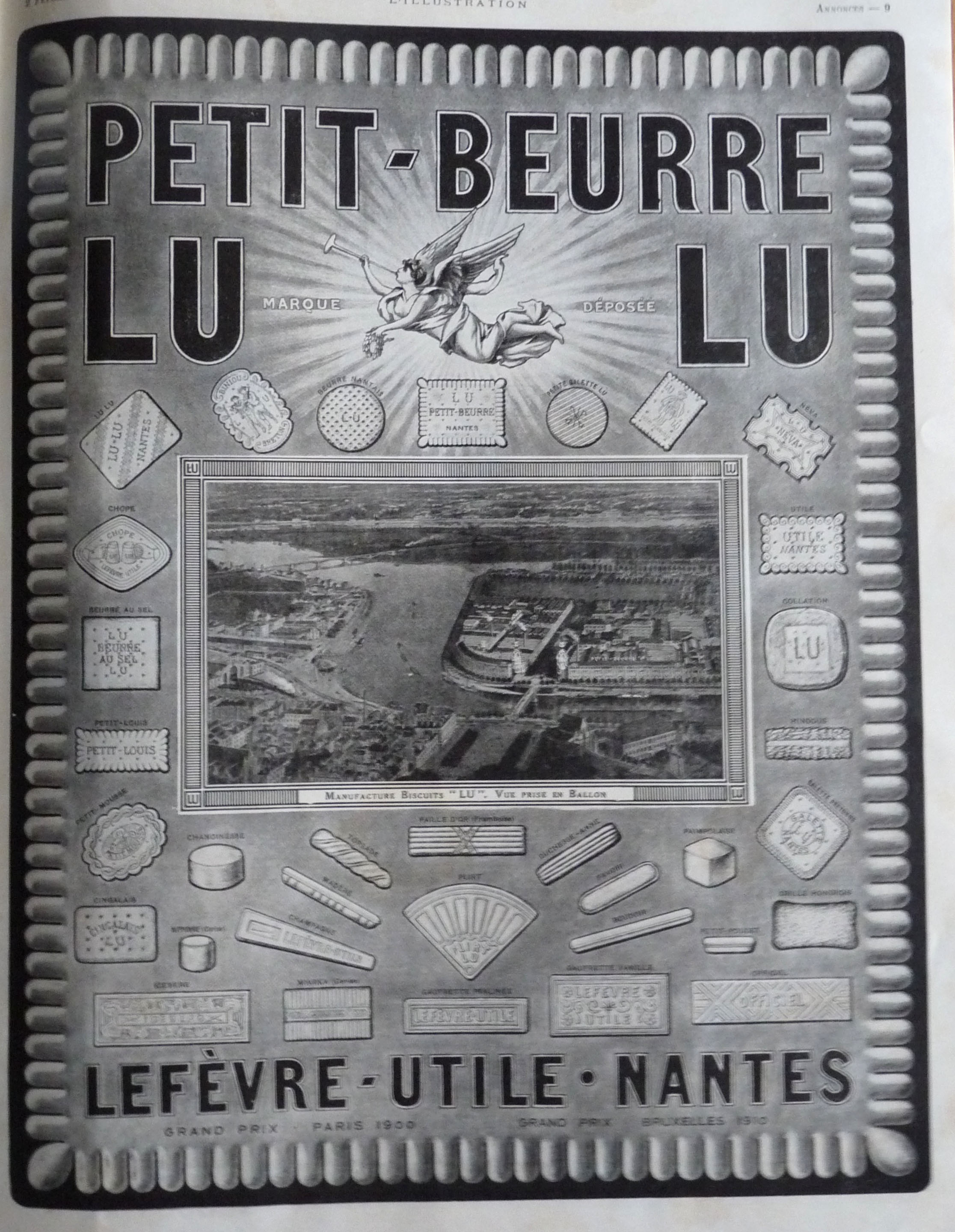
« Manufacture Biscuits LU : vue prise en ballon » (réclame de 1924 dans L'Illustration).

Durant la Première Guerre mondiale, l'usine est réquisitionnée pour produire du pain pour les soldats en guerre. Elle reprend rapidement son activité biscuitière, mais au ralenti : les rendements sont faibles à cause de la difficulté de réapprovisionnement en matières premières et le manque de main-d'œuvre. Cette situation difficile pour l'entreprise dure jusqu'à la fin des années 1920. Pauline-Isabelle Utile, mère de Louis Lefèvre-Utile et fondatrice de la maison LU, meurt en 1922 à 62 ans laissant Louis Lefèvre-Utile dans une période de questionnement. L'entreprise connaît alors une période d'immobilisme sans investissement, avec des ventes stagnantes et sans aucune modernisation. En 1928, Louis Lefèvre-Utile publie un document intitulé La Loire, un programme de destruction et d'infection pour la ville de Nantes dans lequel il fait part à la municipalité de son opposition au comblement d'un bras de la Loire passant entre son usine et le château des ducs de Bretagne pour y installer des lignes de chemin de fer. Il pense que cela défigurera la ville de Nantes et surtout l'ensemble architectural qu'est son usine face à la Loire. Cette image de l'usine est largement utilisée sur les boîtes de conditionnement des produits de la marque LU.

### La modernisation

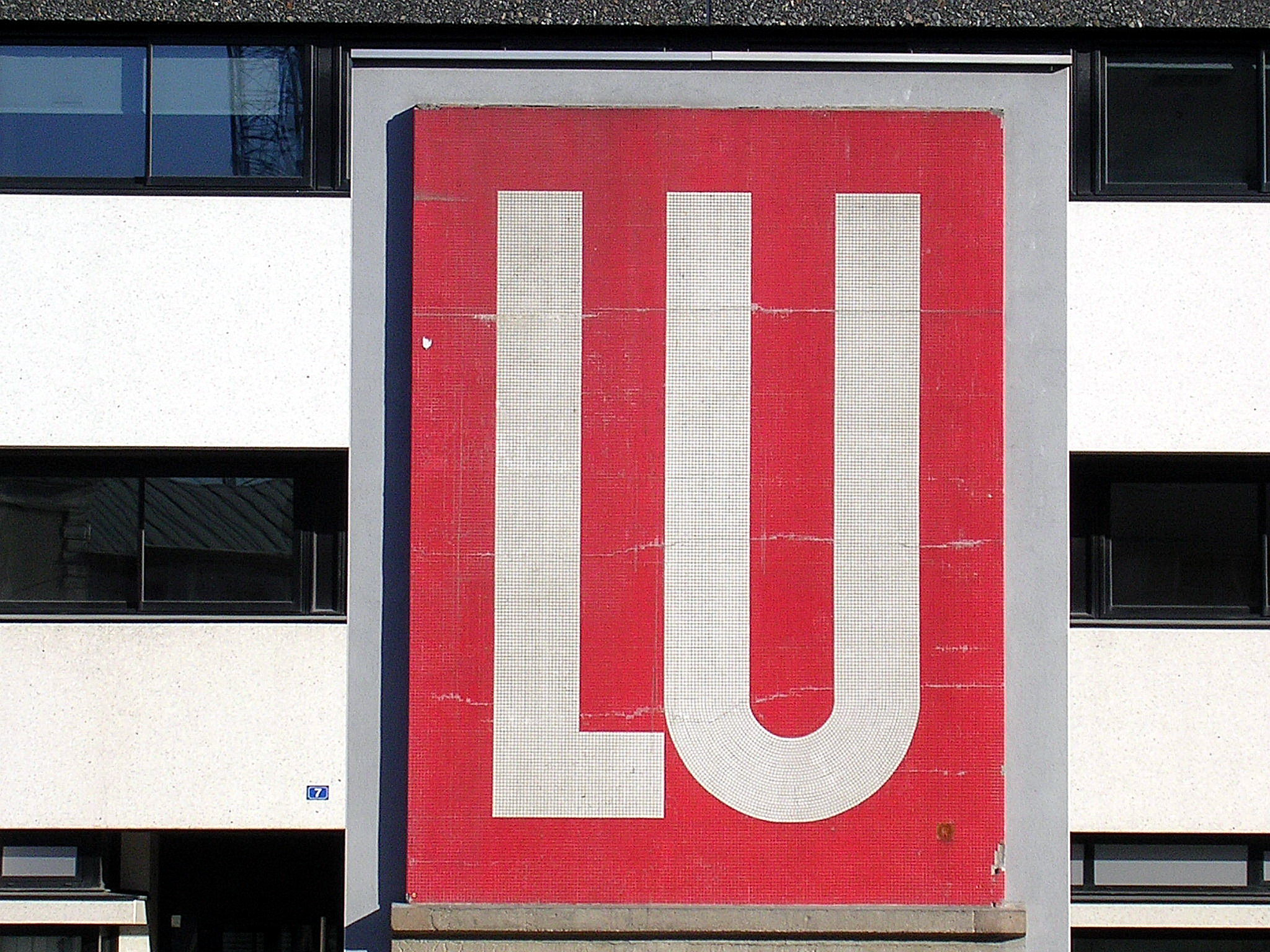
Le logo LU dessiné par Raymond Loewy en 1957 (mosaïque, avenue Carnot, Nantes)

Les années qui vont suivre vont transformer peu à peu cette entreprise, encore artisanale, en entreprise moderne. C’est le fils de Louis Lefèvre-Utile, Michel Lefèvre-Utile qui, avec l’aide de son fils, Patrick, et grâce à la reprise de l’après guerre, fera connaître à l’entreprise sa mutation la plus importante.
En 1930, Michel Lefèvre-Utile met en place un réseau de représentants exclusif. Entre 1939 et 1945, l'usine se consacre à la fabrication de biscuits caséinés (à base d'albumine de lait) distribués dans les écoles et de pains de guerre destinés aux prisonniers. En novembre 1940, Louis Lefèvre-Utile décède et cède l'activité de l'usine à son fils cadet Michel Lefèvre-Utile et ses associés Ernest Lefèvre fils et leurs beaux-frères René et Julien Binet.
En 1951, Patrick Lefèvre-Utile lance la première ligne de fabrication en continu de la société. L'installation de douze autres lignes suivra dans les quinze ans. Puis en 1956, la modernisation passe aussi par la création d'un nouveau logo LU par Raymond Loewy, auteur du logo Shell, qui redessine le nouveau visuel du paquet de Petit Beurre. Pour ce nouveau logo, le dessinateur reçoit l'« Eurostar for packaging ».
En 1960, la marque Lu diminue le nombre de ses références qui passe de deux cents à soixante puis à quinze. Dans le même temps, le conditionnement devient automatique et la boîte en fer-blanc disparaît au profit du papier d'aluminium.

### La politique d'alliance de LU
Patrick Lefèvre-Utile décide de s'ouvrir à l'exportation. Mais, le marché français est fortement concurrencé et ne le permet pas à cette époque. Pour le responsable de la marque LU, seules des alliances sont capables de modifier cette situation. En 1966, un premier projet de fusion entre la BN, L'Alsacienne et Brun est abandonné.
Mais en 1968, six fabricants (LU, Brun, Saint-Sauveur, REM, Magdeleine et Val de Semoy) fusionnent et créent le groupe LU-Brun & Associés. Patrick Lefèvre-Utile devient le président de ce regroupement, mais sa politique ne convient pas aux autres collaborateurs et la marque LU sort peu à peu de la famille Lefèvre-Utile.
En 1974, Céraliment s'empare du tiers des parts LU. Le nouveau groupe est baptisé Céraliment LU Brun et réunit 18 entreprises. Il est dirigé par Claude-Noël Martin qui continue la politique d'alliance.
En 1977, Céraliment LU Brun prend le contrôle de l'important groupe belge General Biscuits Company-GBCo/Gebeco (composé par fusions-absorptions successives de De Beukelaer, Parein, Guglielmone Biscotti, Victoria, l'Alsacienne et Liga-Betterfood) et prend l'appellation de Générale Biscuit. Le groupe est introduit en bourse en 1978 et regroupe 32 entreprises. Il devient la troisième entreprise mondiale de l'industrie biscuitière et biscottière, derrière l'américain Nabisco et l'anglais United Biscuits.
En 1986, Générale Biscuit implante une usine ultra-moderne sur la commune de La Haie-Fouassière pour remplacer l'ancienne usine nantaise du quai Baco. De 1987 à 1989, la production des biscuits nantais y est transférée et de nouvelles lignes de production sont installées. Le personnel a supporte mal ce transfert, à cause de la nouvelle organisation imposée par cette usine moderne. De nombreux anciens ouvriers sont mis à l'écart, tandis que de nouveaux chefs de production les remplacent.
En 1987, le groupe BSN (Boussois-Souchon-Neuvesel) rachète Générale Biscuit.
En 1994, BSN change de nom pour s'internationaliser et devient Danone.
En 1996, Belin rejoint LU pour former Belin-LU Biscuit France. LU reste une marque importante, puisque plusieurs produits de marque rachetés par Danone sont renommés sous la marque LU : ainsi en 1997, tous les biscuits Belin passent sous la marque LU. En 1999, ce sont les biscuits Vandamme qui passent sous la marque LU, puis en 2001, tous les biscuits Heudebert subissent le même sort.

### Le rachat par Kraft Foods
En avril 2001, Danone annonce la fermeture de deux usines Calais et Évry sur la commune de Ris-Orangis ainsi qu'un lourd plan de licenciement dans sa filière biscuits bénéficiaire, ce qui entraîne un appel au boycott et la mise en ligne d'un site. Danone poursuit en justice Olivier Malnuit, l'auteur du logo détourné, et le Réseau Voltaire qui seront chacun condamnés en première instance à payer 100 000 francs (15 000 euros) d'amende 60 000 francs (9 000 euros) de dommages et intérêts, 30 000 francs (4 500 euros) de frais de publication judiciaire et 10 000 francs (1 500 euros) de frais d'avocats pour contrefaçon. Toutes ces condamnations seront annulées en appel, la Cour confirmant la supériorité de la liberté d'expression sur le droit des marques. En 2004, les sites d'Évry et Calais cessent définitivement leurs activités.
En 2007, le 1er juillet, le groupe Danone ouvre des discussions exclusives avec le groupe américain Kraft Foods pour une cession en fin d'année pour 3,5 milliards d'euros. Le 30 novembre 2007, la société prend le contrôle de la branche biscuit du groupe Danone pour 7,2 milliards de dollars (5,3 milliards d’euros), après un accord de principe signé le 2 juillet 2007,. Alors que, deux ans auparavant, un orage de protestations avait surgi au sujet des plans d’achat de l'américain PepsiCo par une OPA hostile sur le groupe français, l’annonce conjointe de Kraft et de Danone ne rencontre pas les mêmes réactions et pour pallier une éventuelle volte-face des usines, promet aux salariés LU France de ne pas fermer d’usines françaises et de garder l’équipe dirigeante actuelle de l’ex-branche biscuits de Danone située près de Paris pendant au moins trois ans.

### La fin des années 2010

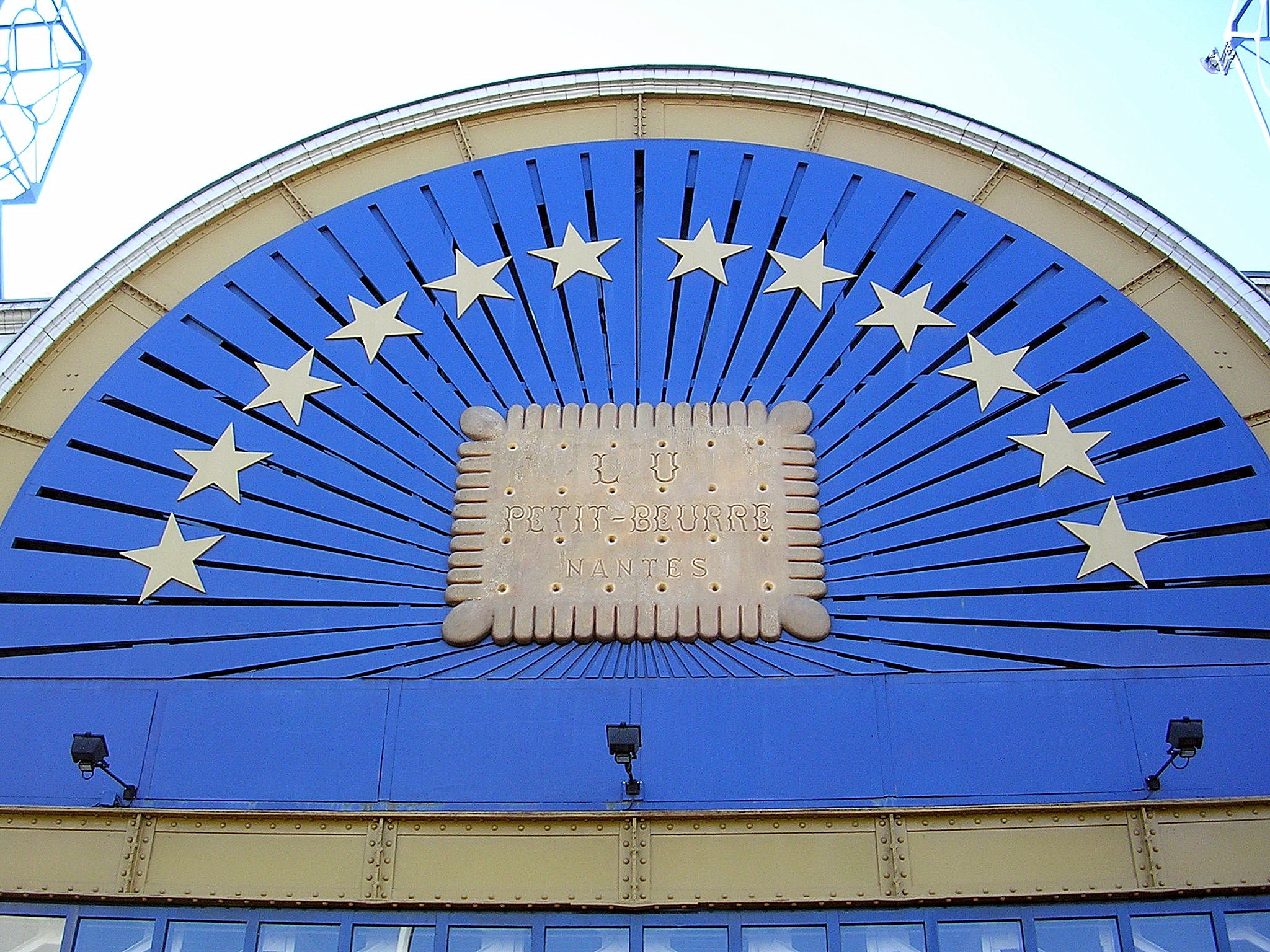
Le Petit Beurre Lu à Nantes (façade d'une ancienne annexe de l'usine LU sur l'avenue Carnot au pied du pont de la Rotonde, rénovée par Christophe Drouet) symbole de la marque LU.

LU France est une société de la branche Biscuits du groupe américain Mondelez International (anciennement Kraft Foods), depuis 2007, rachetée au groupe Danone. La marque LU qu'elle soit sous la marque Danone ou Kraft Foods est le numéro 1 des biscuitiers français. C'est aussi le numéro 1 en Europe sur les biscuits secs, sucrés et salés. Depuis son incorporation au groupe Kraft Foods, l'entreprise est devenue le leader mondial.
La société est constituée de :
- 9 usines de productions : Besançon, Cestas, Charleville-Mézières, Château-Thierry, Granville, Jussy, La Haie-Fouassière, Toulouse et Vervins ;
- 2 dépôts centraux ;
- 2 sièges à Rungis et Vélizy.

En 2004, l'effectif est d'environ 3 300 salariés pour une production annuelle de près de 232 000 tonnes. Les principales marques de LU sont : Prince, Petit écolier, Belvita (ex Petit déjeuner), Pépito, Belin, Heudebert, Pelletier, Grany, Mikado, Barquette 3 chatons, etc.
En 2004, le chiffre d'affaires est de 1 249 millions d'euros. En 1998, ce chiffre est de 5 milliards de francs (soit 762 millions d'euros) pour l'ensemble de la gamme LU dont 400 millions de francs de chiffre d'affaires réalisés par le produit Prince, première référence de la gamme.
La marque LU représentait en 1998 40 % de parts de marché des biscuits sucrés de France en valeur, 36 % en volume, 25 % de parts de marché des produits salés pour apéritif en valeur, dont 18 % en volume. Il existe 150 produits sucrés et salés référencés. La marque LU représente 94 % de pénétration dans les foyers français. Trois millions d'actes d'achat de paquets de gâteaux signés LU sont référencés par jour.
En octobre 2012, Kraft Foods a séparé ses activités nord-américaines et internationales. Les activités internationales sont regroupées au sein de Mondelez International alors que les activités nord-américaines gardent le nom de Kraft Foods.

### Les années 2020
En juin 2020, pendant la pandémie de Covid-19, LU sort une série limitée de Petit Beurre sur lequel est écrit « merci beaucoup », en hommage au personnel soignant.

## La condition ouvrière

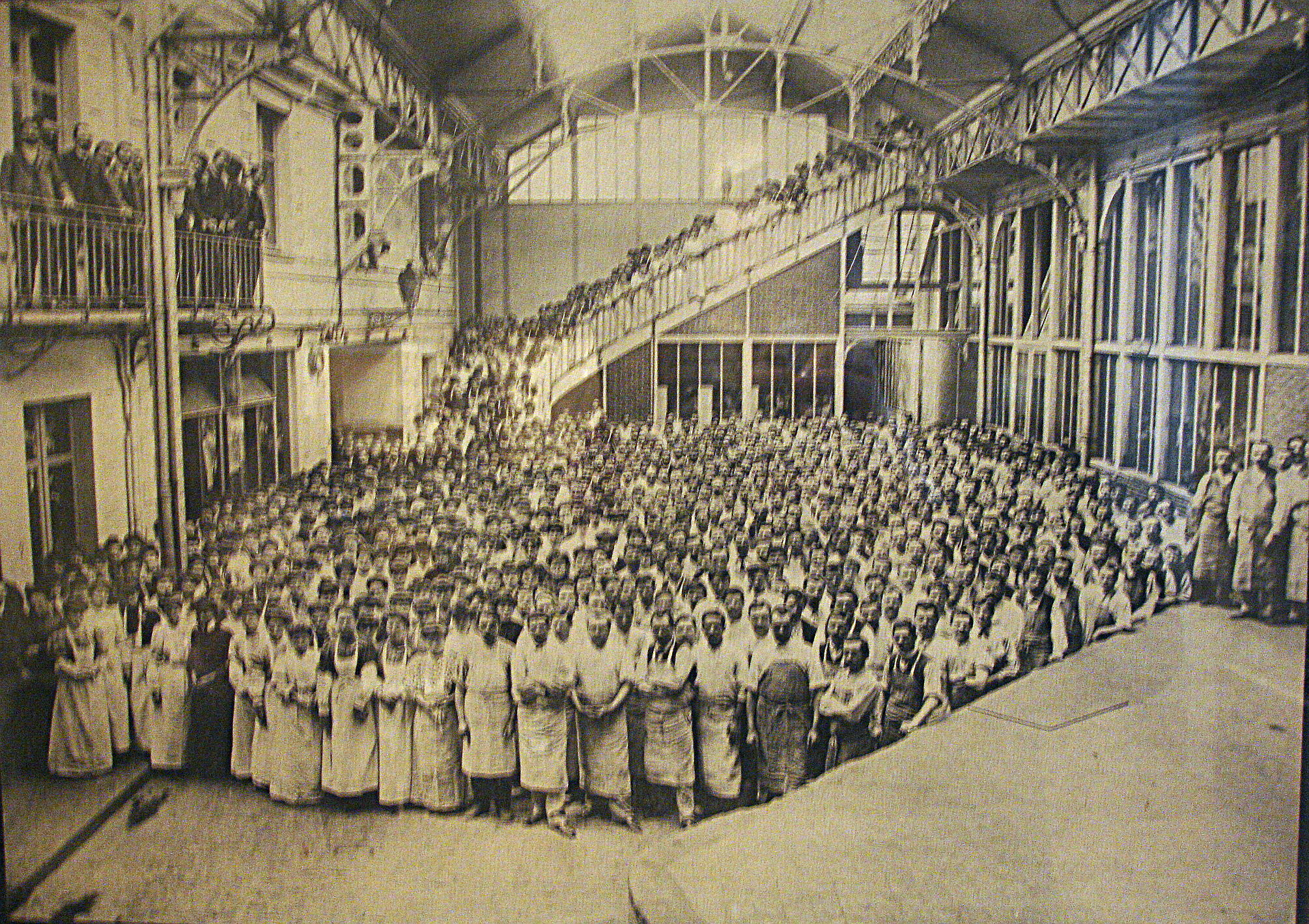
Employés de l'usine Lu en 1907.

L'entreprise LU devient rapidement une grande entreprise employant jusqu'à 2 000 salariés. Louis Lefèvre-Utile a toujours voulu que son entreprise soit une entreprise familiale où les employés restent le moteur de la production, mais aussi de l'innovation et du progrès. Dès le XIXe siècle, l'entreprise met en place une organisation sociale peu courante où les employés participent aux bénéfices de l'entreprise. De même, côté santé, chaque employé est couvert par l'entreprise grâce à une caisse de secours. Ainsi, les congés maladie étaient rémunérés. Enfin, une caisse de retraite est en projet au début du XXe siècle.
Le travail n'était pas toujours facile, car la chaleur des fours devenait insoutenable durant l'été. Pourtant, l'entreprise embauchait facilement, notamment des pâtissiers ou boulangers qui trouvaient le travail chez Lu moins pénible avec des horaires plus courts. La promotion était courante dans l'entreprise et les ouvriers pouvaient compter sur quelques primes comme la prime de chaleur, de rendement ou d'assiduité. Lors du cinquantième anniversaire de la création de la marque LU en 1896, l'entreprise offre au personnel une semaine de salaire. C'est aussi l'occasion de réaliser une photographie de l'ensemble des salariés regroupés dans le hall de l'usine quai Baco. Mais avec l'automatisation des chaînes de production, les licenciements sont de plus en plus nombreux. Aujourd'hui, cet esprit d'entreprise est perpétué par la commission des anciens de LU qui se réunit régulièrement.
| Année | Nombre d'employés | Surface   |
| ----- | ----------------- | --------- |
| 1880  | 14                | 150 m2    |
| 1889  | 130               | 2 000 m2  |
| 1913  | 1 200             | 40 000 m2 |
| 1950  | 2 000             | 50 000 m2 |
| 1960  | 1 200             |           |
| 1967  | 868               |           |
| 1989  | 350               |           |

## Produits
LU utilise pour ses produits des œufs dont elle ne souhaite pas indiquer s'ils sont issus de poules élevées en plein air ou en batterie.
- Thé
- L'Ourson
- Petit Brun Extra
- Gaufrettes Brun
- Petit Beurre
- Cookies Hello !
- Granola (sablés nappés[31])
- Petits Cœurs
- Pépito
- Prince
- Mikado
- Paille d'or
- Figolu
- Galettes Saint Sauveur
- REM
- Beurré nantais
- Cent Wafers
- Tuc
- Pim's
- Napolitain
- Cracotte
- Chamonix orange
- Aztec jungle (arrêté)
- Dinosaurus (racheté en 2013 par Lotus)
- Petit écolier
- Lulu (la barquette, l'ourson)
- Grany
- Petit déjeuner (remplacé par Belvita)
- Palmito
- Kango
- Bastogne
- Oreo (au Pakistan)
- Tiger (au Pakistan)

### Gammes passées sous le label de LU
- Belin
- Pelletier
- Vandame
- Heudebert

## Patrimoine

### Lu et la publicité: un patrimoine artistique

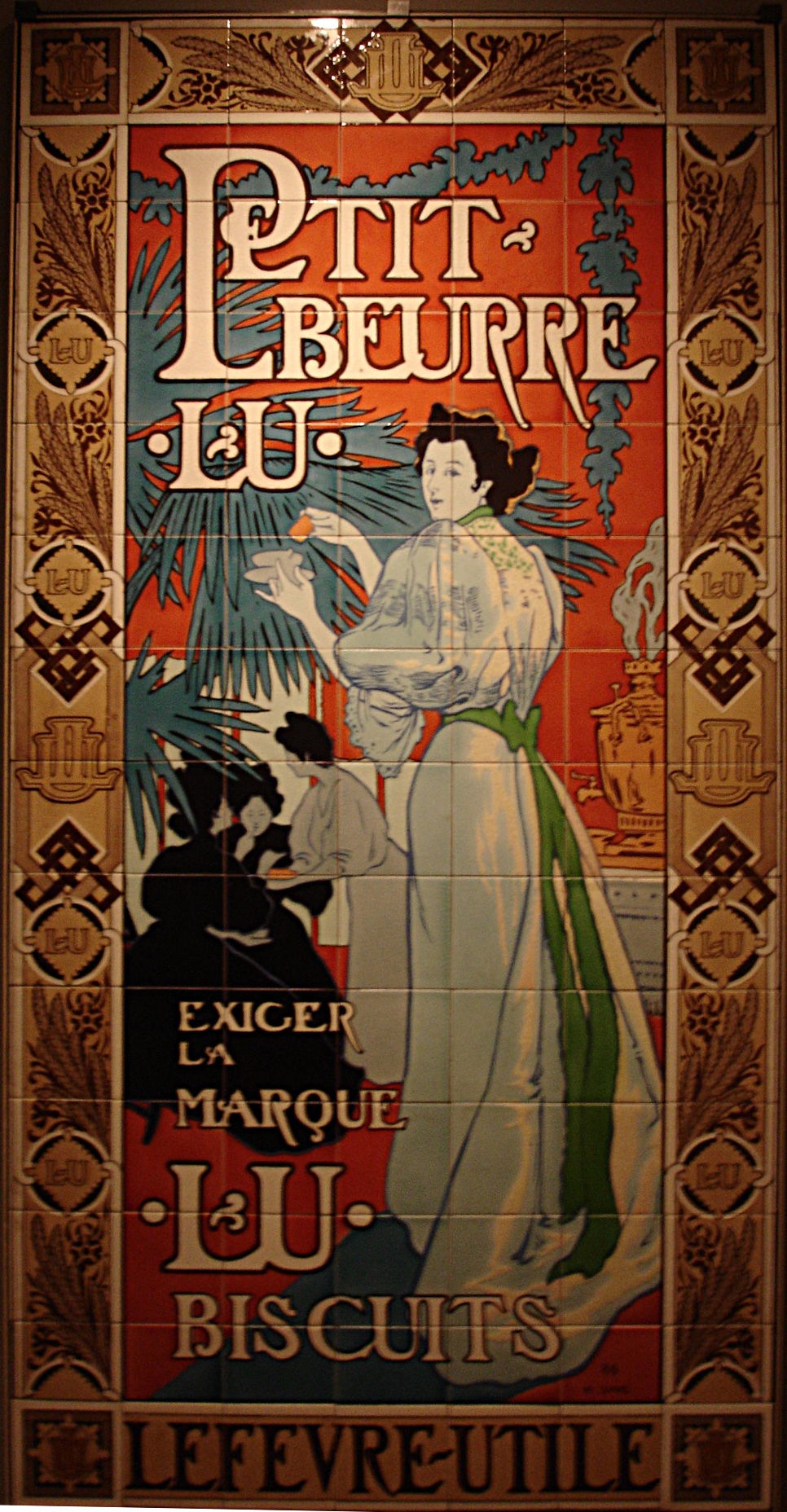
Panneaux en céramique émaillé exécutés pour l'exposition universelle en 1900 par Eugène Martial Simas.

Jean-Romain Lefèvre et son épouse utilisent très tôt la publicité notamment sur l'emballage de leurs produits. Ils ont l'idée d'associer leurs noms avec une figurine de la Renommée, une divinité allégorique représentée par une femme ailée embouchant une trompette. Ce symbole orne tous les produits LU jusqu'en 1943. Son successeur, Louis Lefèvre-Utile, comprend lui aussi très vite l’importance de la promotion pour ses produits. Il dépose officiellement la forme de la Renommée et son utilisation sur les boîtes des produits LU en 1895 après avoir demandé à Eugène Quinton, un ancien élève de Jules Cavelier, de fixer définitivement les formes de la Renommée.
Il a également l’idée de s’adresser à de grands artistes de son temps pour valoriser ses produits et sa marque. C’est ainsi que commence une œuvre qui constitue aujourd’hui un véritable patrimoine. Alfons Mucha, Firmin Bouisset (inventeur de l'effigie du Petit Écolier), Leonetto Cappiello, Luigi Loir et plus récemment Folon, Desclozeaux, Raymond Savignac, sont les grands artistes qui ont contribué à sa constitution. Louis Lefèvre-Utile participe activement à la création des artistes en favorisant les images provoquant la gourmandise. Plusieurs célébrités vont se lier avec la marque et participer aux campagnes de publicité. Ainsi Sarah Bernhardt, Georges Feydeau, François Coppée et Anatole France parmi d'autres seront photographiés en médaillon sur des cartes peintes vantant les biscuits de la marque.
La plus célèbre publicité est l'affiche de Firmin Bouisset pour le petit écolier, représentant un petit écolier chromolithographié en quatorze couleurs portant au bras un panier d'osier estampillé LU et la croix de la récompense sur son tablier. Bouisset est un artiste confirmé qui expose au Salon depuis 1880. Il s'est spécialisé dans les portraits d'enfants. Le petit garçon représenté sur cette célèbre affiche est Michel le fils de Louis dont il a lui-même fait le croquis pour Bouisset. Cette publicité fut un énorme succès. De même, Sarah Bernhardt s'exprimera sur le Petit Beurre : « Je ne trouve rien de meilleur qu'un Petit LU, oh si ! deux petits LU. ».
Mais l'art à travers les produits LU apparaît aussi sur de nombreux pignons de bâtiments. La photographie est aussi à l'honneur avec la création d'un laboratoire au sein des usines LU. Il est à l'origine de nombreux clichés du travail et de la vie de l'usine. De même chaque boîte est réfléchie et certaines sont uniques. Il fabrique des boîtes en fer blanc en forme de malle, de la forme du tramway nantais ou encore en forme de panier de pique-nique. Pour les biscuits Monte-Carlo, il orne les boîtes d'une roulette de casino et d'un tapis vert.
En septembre 1999, la « collection LU » a été transférée au château de Goulaine, à 2 km du site de production de La Haie-Fouassière. Elle rassemble près de 600 œuvres d’artistes renommés, des affiches, des objets publicitaires et du mobilier qui y sont exposés de façon permanente. Le groupe Mondelez International a décidé de fermer cette exposition en 2019.
Aujourd'hui, la publicité est encore importante dans le budget de la marque LU. Elle a dépensé 290 millions de francs de budget communication en 1997, dont 90 % en télévision. Cela représente 70 % des investissements publicitaires des biscuits sucrés en France.

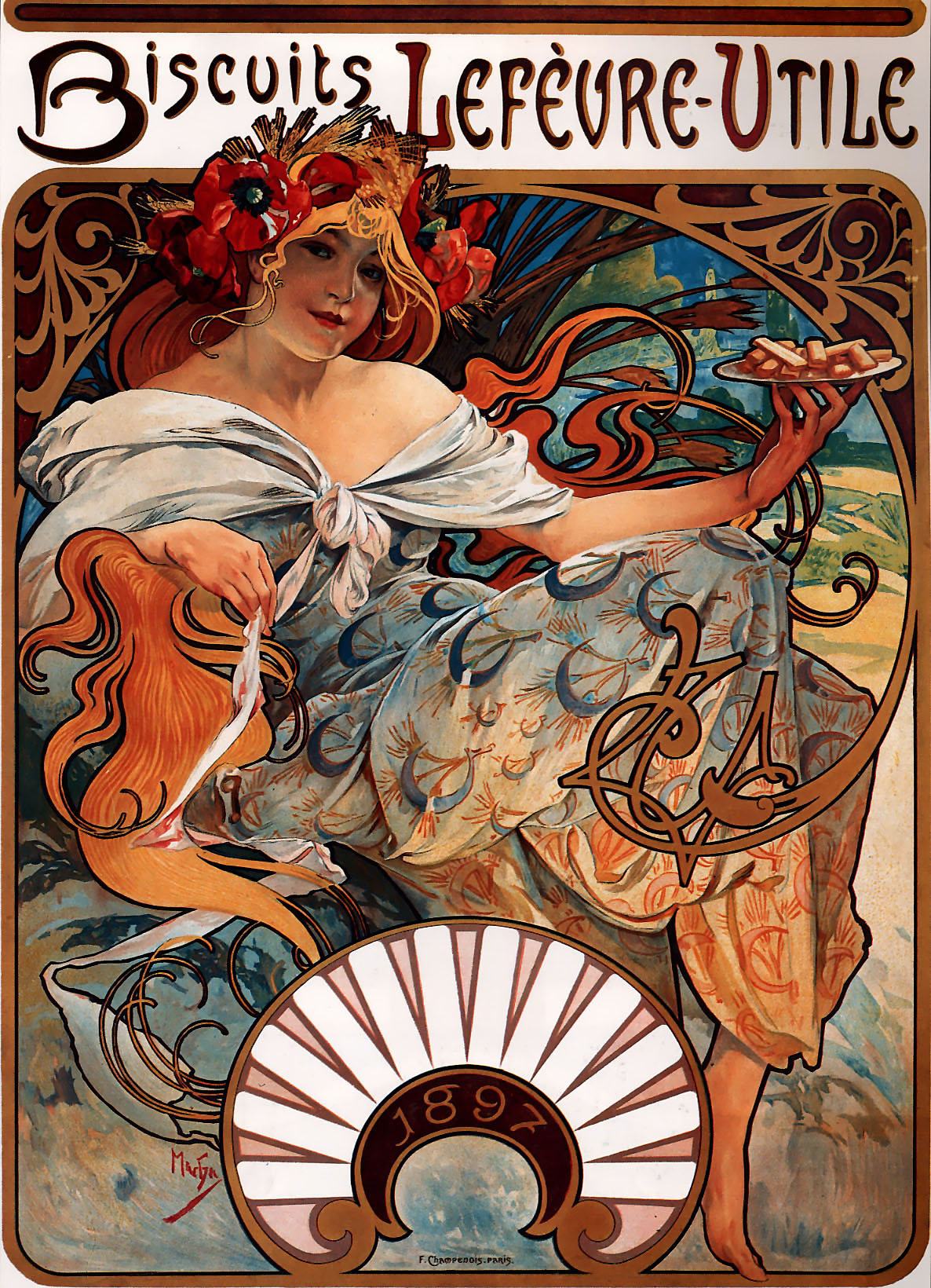
Alfons Mucha, affiche publicitaire pour les biscuits de Lefèvre-Utile pour l'année 1897.
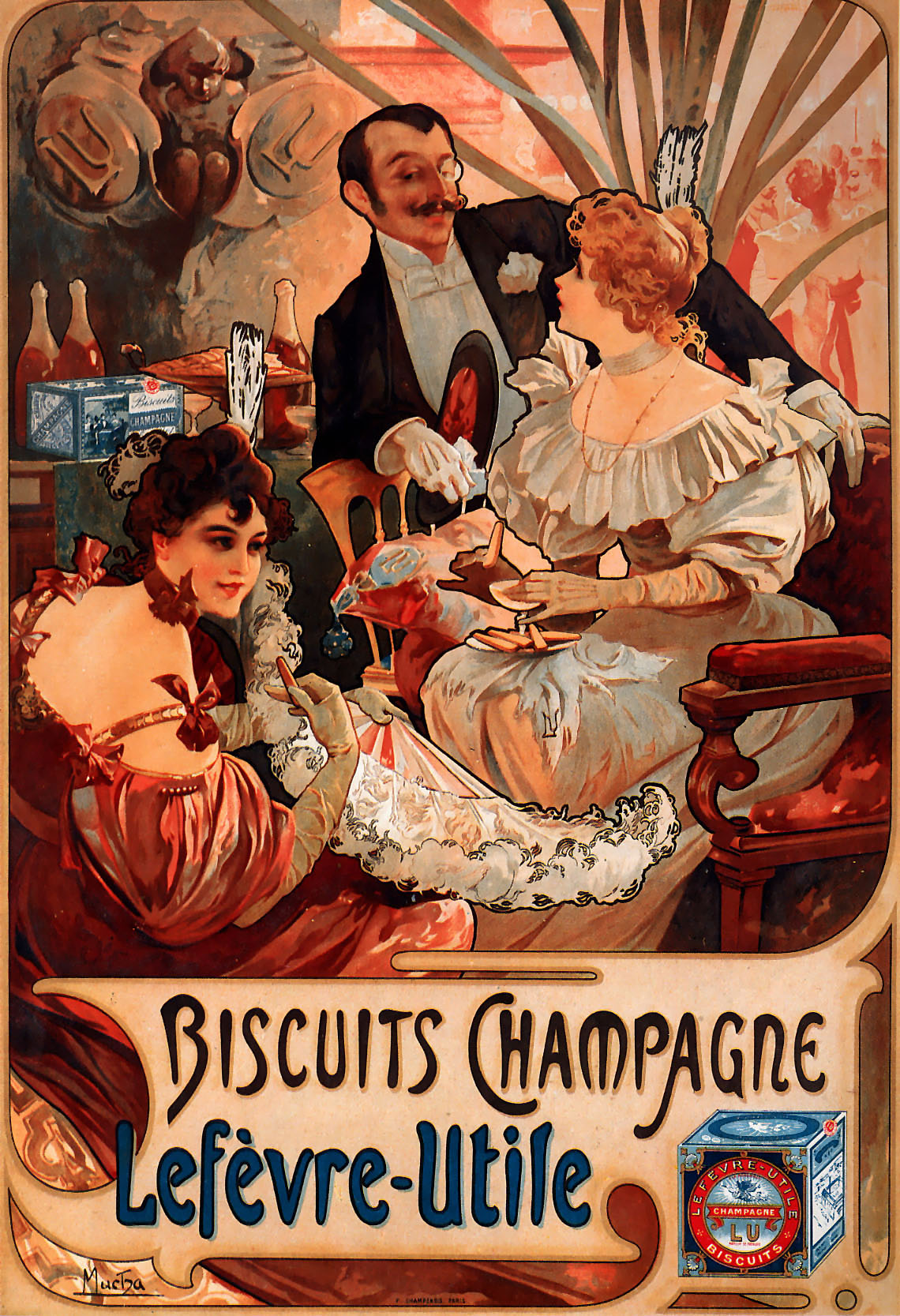
Alfons Mucha, affiche publicitaire pour les biscuits Champagne de Lefèvre-Utile, 1896.
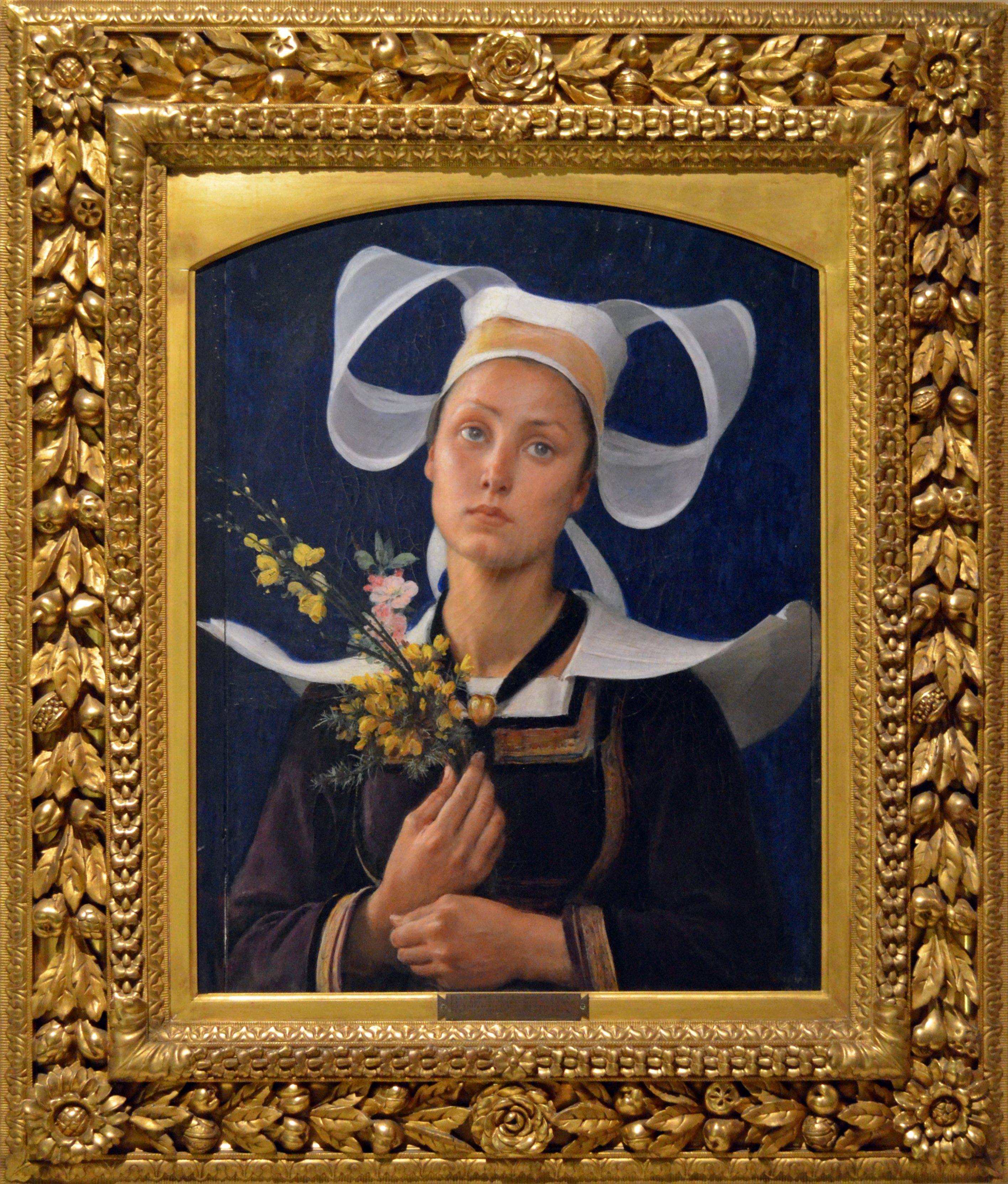
La Bretonne, icône bretonne peinte par Hippolyte Berteaux sur une commande de la biscuiterie en 1900.
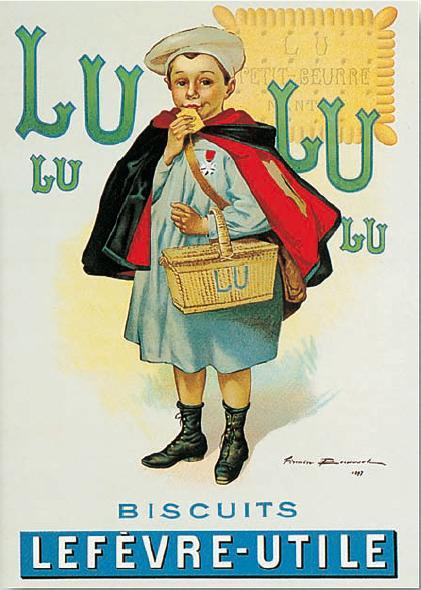
Publicité pour le Petit Beurre de 1897.
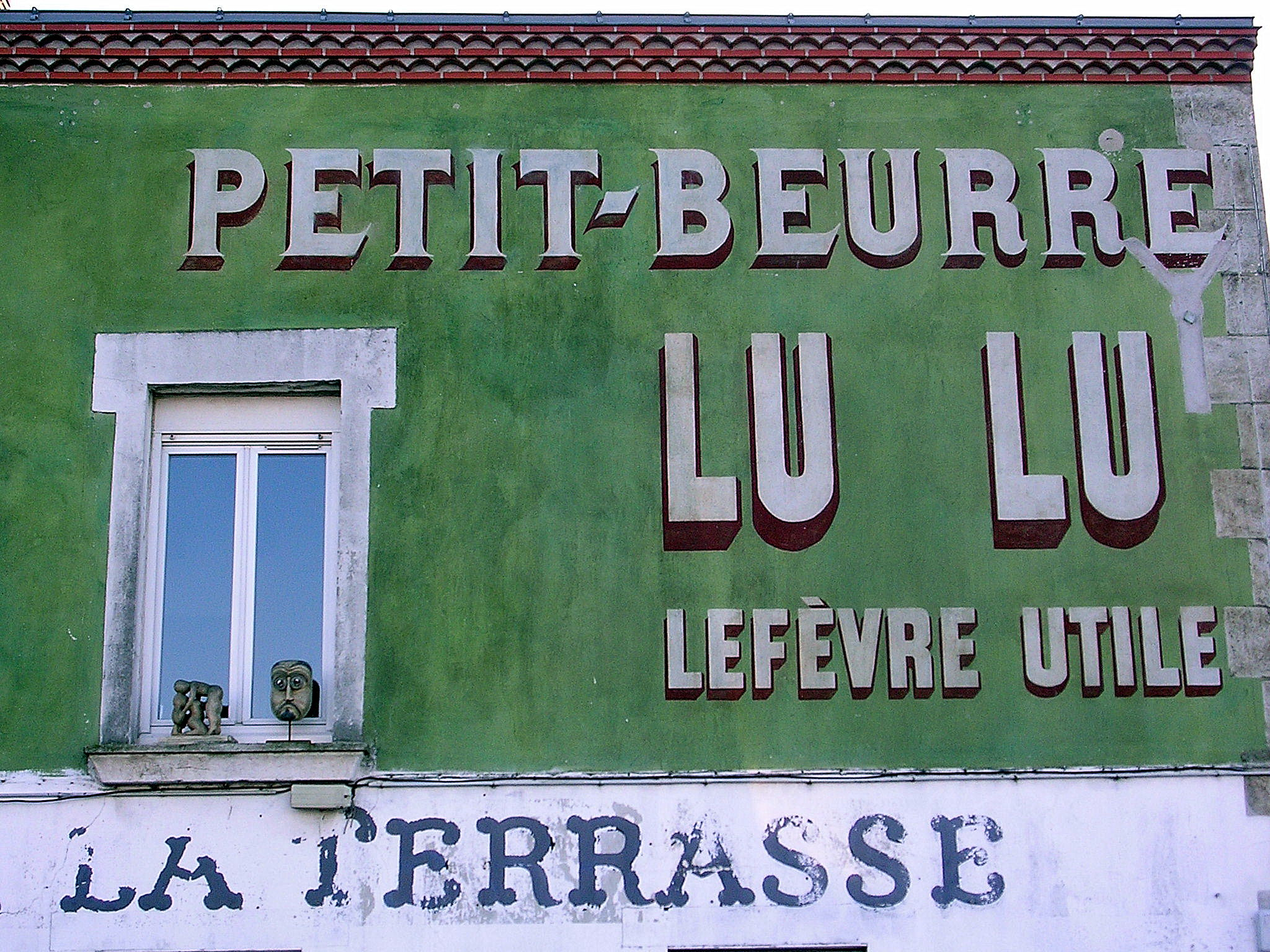
Publicité murale LU à Trentemoult.

### Les usines Lu: un patrimoine architectural

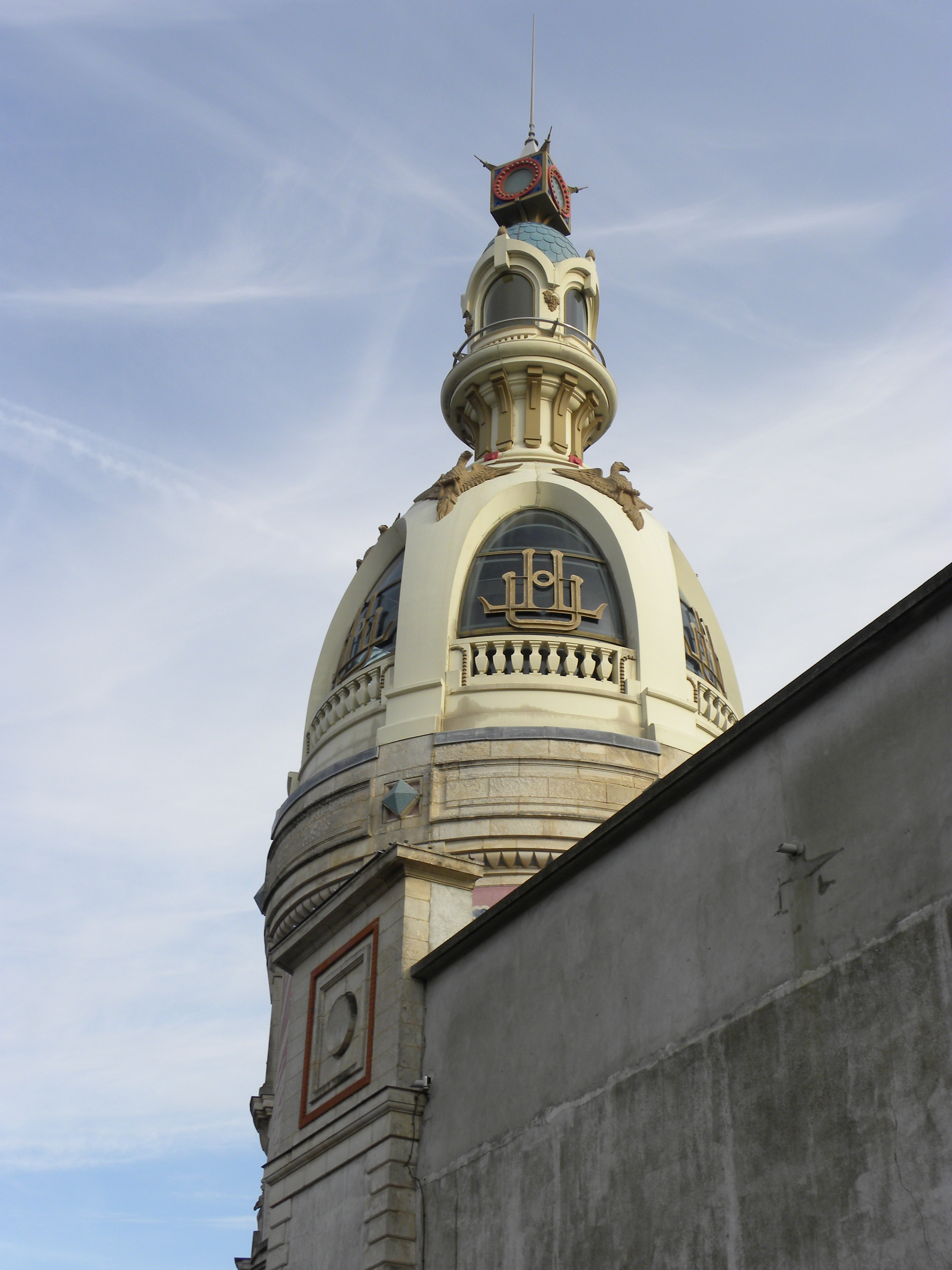
La tour Lu à Nantes.

Les usines LU sont un symbole de la ville de Nantes. De cet ensemble architectural situé de part et d'autre de l'avenue Carnot au sud-est du château des ducs de Bretagne sur le bord de la Loire, il ne reste aujourd'hui qu'une partie des bâtiments, puisqu'à partir de 1974 une grande partie d'entre eux furent détruits ainsi qu'une des deux tours LU. C'est en 1885 que Louis Lefèvre-Utile achète les anciens bâtiments de la filature située au bord du fleuve sur la prairie de la Madeleine. Il dispose alors de 2 000 m2 qu'il va rapidement agrandir pour y développer une usine à la pointe de la technologie, mais aussi un bâtiment dont l'architecture fut marquante pour l'époque.
En 1888, l'usine connaît un grand incendie abîmant une partie importante des installations. Mais Louis profite de cet évènement pour moderniser et rénover l'ensemble. Le long du quai Baco, un portail monumental en plein cintre est édifié, signe de la volonté architecturale de l'entreprise LU. Les bâtiments sont agrandis et les façades se parent de baies triples. Entre 1895 et 1899, plusieurs ateliers sont ajoutés au complexe : pour le stockage, pour les batteurs, les pétrins, les fours, etc. Ces ateliers s'organisaient autour d'une grande halle avec une grande verrière dans laquelle le service d'expédition était installé.
C'est à partir de 1899 que l'ensemble architectural prend forme avec l'extension de l'usine de l'autre côté de l'avenue Carnot le long du quai Ferdinand-Favre, au bord du canal Saint-Félix. Louis Lefèvre-Utile veut associer l'utile, le beau et le majestueux pour son usine, en apportant un soin particulier à l'édification de deux tours jumelles face au château des ducs de Bretagne. Il n'est pas certain qu'un concours d'architecture ait été mis en place, mais les plans de trois projets ont été conservés. Le premier est dessiné en 1899. L'architecte nantais Georges Lafont (1847-1924) fait une proposition, avec trois niveaux présentant de grandes verrières. En 1905, C'est finalement le troisième projet de l'architecte parisien Auguste Bluysen qui est retenu, les deux premiers étant écartés pour manque d'élégance. Louis Lefèvre-Utile lance la construction des deux tours LU, aux fenêtres à trois baies surmontées d'un dôme ajouré, lui-même surmonté d'un phare au-dessus d'une tourelle de guet. Les tours ont une hauteur de 38 mètres. Le prolongement de l'usine sur le quai Ferdinand-Favre permet de créer une symétrie par rapport aux deux tours LU et à l'avenue Carnot qui les traverse.
Des deux tours, décapitées en 1972, seule celle de gauche a vu sa coupole reconstituée à partir d'archives conservées par la famille Lefèvre-Utile (les vestiges de l'autre tour ont été démolis pour céder sa place à un hôtel). La fin des travaux est effective en juin 1998, juste à temps pour marquer dans la ville l'accueil des premiers matchs de la Coupe du monde de football. Elle est ouverte au public en mai 2004. Il est également possible de visiter la tour et de découvrir la ville du haut d'une plate-forme nommée le « Gyrorama ».
Si la partie sud des bâtiments de la biscuiterie LU de Nantes a été rasée pour laisser la place à un ensemble immobilier bâti autour du cours du Champ-de-Mars, abritant notamment le siège de Nantes Métropole, la partie nord englobant la tour a été réhabilitée en un centre culturel, Le Lieu unique (on retrouve les initiales LU), où se trouvent un café, un restaurant, un espace d'expositions et de spectacles ainsi qu'une librairie et une boutique.
Aujourd'hui, on peut retrouver tout le patrimoine artistique de la biscuiterie LU dans son musée officiel au château de Goulaine. La peinture originale du petit écolier peinte par Firmin Bouisset en 1897 y est actuellement exposée.

## Identité visuelle (logo)
C’est Alfons Mucha qui le premier a joué avec les initiales L et U en réalisant une aquarelle pour le célèbre calendrier de l’année 1867, lequel servit de modèle pour la publicité Gaufrette Vanille.
Le graphisme de Lu est cependant peu lisible. Le Petit Ecolier de Firmin Bouisset de 1897 propose un autre graphisme des initiales LU.
Depuis, le premier dessin réalisé par Raymond Loewy en 1957, le logotype de la société a évolué au fil des années et des rachats.
Le 3 octobre 2011, le slogan, « créateur de biscuits depuis 1846 », ancre la marque dans son histoire, réhabilite l'esprit d'invention et entre en harmonie avec la nouvelle identité visuelle créée par l’agence Dragon Rouge. Le « coin retourné » est abandonné et cède la place à une marque en mouvement, dirigée vers le futur.

Ancien logo de LU de 1957 au 31 janvier 1997.
Ancien logo de LU du 1er février 1997 au 2 octobre 2011.
Ancien logo de LU du 3 octobre 2011 au 30 septembre 2024.
Logo actuel de LU depuis le 1er octobre 2024.

### Autres références
1. ↑  « Comment Mondelez relance sa marque Lu pour la faire grandir de 10% d’ici à 2030 », Libre Service Actualités,‎ 12 novembre 2024 (lire en ligne, consulté le 4 mai 2025).
2. ↑  « Les tours de Lefèvre-Utile », sur nantes44.com (consulté le 25 avril 2016).
3. 1 2  « Le Musée de la Biscuiterie LU », château de Goulaine (consulté le 25 avril 2016).
4. ↑  BODACC.fr, « Annonce n° 1307 du BODACC B n° 20130114 publié le 16/06/2013 » , sur www.bodacc.fr, 16 juin 2013 (consulté le 1er juin 2025)
5. 1 2  « L'histoire du vénérable Petit beurre », L'internaute.com (consulté le 15 janvier 2008)
6. ↑  Jacques HUSSENET - Michel GODARD, Dictionnaire des personnalités argonnaises, Varennes-en-Argonne, Terres d'Argonne, septembre 2020 (ISBN 978-2-490072-06-4), p. 143
7. 1 2  Olivier FRUNEAU-MAIGRET, LU Une marque à l'avant-garde, Nantes, Château des Ducs de Bretagne - Musée d'histoire de Nantes, 2020 (ISBN 978-2-906519-80-0), p. 16
8. ↑  Archives départementales de la Meuse, « État civil : Varennes-en-Argonne. Mariages (1843-1852) (2 E 540(13)) », Acte de mariage Jean Romain Lefèvre-Pauline Isabelle Utile, 7 octobre 1850, sur archives.meuse.fr (consulté le 10 décembre 2020), p. 267.
9. ↑  Yves Rochcongar, Capitaines d'industrie à Nantes au XIXe siècle, éditions MeMo, Nantes, 2003
10. ↑  « Jean Romain Lefevre », sur Au fil des mots et de l’histoire (consulté le 16 février 2024)
11. 1 2  Les annales de Nantes et du pays nantais - no 216 / 4e trimestre 1985 - page 32 à 35
12. ↑  Alain Barrot, Les bergamotes de Nancy, Nancy, Gens de Lorraine, 2007, 155 p. (ISBN 978-2-9529277-0-3)
13. ↑  Robert Lavaux et Armelle Rousseau, Nancy, un siècle de commerces, Nancy, Serge Dominy, septembre 2008, 198 p. (ISBN 978-2-35475-004-6) pages 195-196
14. ↑  Miren ADOUANI, « LU Lefèvre-Utile , un patrimoine à croquer Tome 1 Collection Olivier Fruneau-Maigret 1846-1882 Jean-Romain Lefèvre et Pauline Isabelle Utile », Catalogue de vente Leclere Maison de ventes Drouot Paris,‎ 19 septembre 2018, p. 10
15. ↑  « Dix anecdotes insolites sur Nantes que vous ignorez peut-être », sur www.20minutes.fr (consulté le 16 février 2024)
16. 1 2 3 4  « LU DONNE LE LA... par Soazick Carré et Jean Watin-Augouard » [archive du 24 février 2011], sur wikiwix.com (consulté le 6 septembre 2008)
17. ↑  « L'incendie de l'usine Lefèvre-Utile », Le Phare de la Loire,‎ 6 mai 1888, p. 2 (lire en ligne)
18. ↑  Conseil national des arts culinaires, Pays-de-la-Loire, produits du terroir et recettes traditionnelles : L'inventaire du patrimoine culinaire de la France, Paris, Éditions Albin Michel, 1993, 380 p. (ISBN 2-226-06523-7), p. 118
19. ↑  « L'épopée Lefèvre-Utile », Conseil général de la Loire-Atlantique (consulté le 15 janvier 2008)
20. ↑  « BSN a pris le contrôle de Générale Biscuit : des biscottes aux gâteaux », Le Monde,‎ 9 mai 1986 (lire en ligne)
21. ↑  François Renard, « Vie des entreprises. Les actionnaires adoptent le nouveau nom du groupe, BSN est mort, vive Danone », Le Monde,‎ 9 juillet 1994 (lire en ligne)
22. 1 2  par Yan Gauchard avec Laetitia Clavreul, « Les "Petits LU" de Nantes redoutent que Kraft procède à un "dégraissage" », Le Monde,‎ 4 juillet 2007 (lire en ligne)
23. 1 2  « No ketchup, please », The Economist, 5 juillet 2007 (consulté le 17 juillet 2007)
24. ↑  « Getting better? », The Economist, 12 juillet 2007 (consulté le 22 juillet 2007)
25. 1 2 3  « LU, Cent ans de gourmandise, Article du numéro 1042 du magazine Stratégie du 06/02/1998 », Stratégies.fr (consulté le 15 janvier 2008).
26. ↑  Élodie Vallerey, « Le conseil d'administration de Kraft Foods valide la scission », L'Usine nouvelle,‎ 16 août 2012 (lire en ligne).
27. ↑  Le Parisien, « Covid-19 : LU sort un Petit Beurre en hommage aux soignants », sur leparisien.fr, 30 juin 2020 (consulté le 1er juillet 2020)
28. 1 2  [PDF] Article Les petites mains de l'usine LU, magazine municipale de Nantes, no 151, janvier 2005
29. ↑  Julie-Anne DE QUEIROZ, « De l'usine LU au Lieu Unique, 100 ans d'histoire », sur Ouest France, 30 septembre 2013 (consulté le 17 novembre 2018)
30. ↑  Maxime Bourdeau, « Vous n'achetez jamais d'œufs de poules en cage? Vous en mangez pourtant tous les jours », sur huffingtonpost.fr, 26 octobre 2015
31. ↑  Les « Granola » de LU sont des sablés de farine appauvrie, nappés de chocolat, créés dans les années 1960 sous une marque qui fut alors déposée en France, mais qui a été détournée d’une marque identique déposée au XIXe siècle aux États-Unis, encore valable en Australie et en Nouvelle Zélande (en:Granola), désignant le mélange de graines Granola.
32. ↑  Kerouanton 1999, p. 10, 12 et 13.
33. ↑  « Le passé disparu », sur le Point (consulté le 20 juin 2003)
34. ↑  « La tour LU », Site officiel du Lieu unique (consulté le 6 janvier 8)
35. ↑  Le siège de Nantes Métropole sur pss-archi
36. 1 2 3  « LU - Les arts décoratifs », sur lesartsdecoratifs.fr (consulté le 20 mai 2017)
37. ↑  Jean Watin-Augouard, « Lu donne le la », sur prodimarques.com (consulté le 17 octobre 2018).